# 山登り法
山登り法（やまのぼりほう、英: hill climbing, HC）は、評価関数の極値を探索する探索アルゴリズム。最も代表的な局所探索法として知られている。最良優先探索は過去の解を管理するが、探索対象を現在の解だけに制限したものである。評価関数を使用する探索アルゴリズムとしては最も単純。

## 概要
山登り法とは「現在の解の近傍の内で最も成績の良い解」を近傍解として選び、「現在の解より近傍解の成績の方が良い場合」に近傍解と現在の解を入れ換える局所探索法の方法。極値を見つけ出すことがゴールであり、極値を見つけ出したら探索終了。局所探索法の最も単純かつ代表的な方法であり、しばしば局所探索法と同一視される。

### 最小値･最大値の探索
極値を探索するアルゴリズムのため、評価関数の最小値･最大値の探索手法としては不完全である。しかし実装が単純なため、最小値･最大値の探索としても、しばしば用いられる。
山登り法を使用して最小値･最大値を探索する方法の1つとして、ランダムに探索開始の初期値を複数選び、探索が終了し極値が見つかった後、見つけた極値の中から最小値･最大値を選ぶという乱択アルゴリズムがある。評価関数の特性として、最小値･最大値にたどり着ける初期値の割合がある程度多ければ、十分な数だけ初期値を用意すれば、最小値･最大値にたどり着ける確率は高くなるが、最小値･最大値にたどり着ける初期値の割合が非常に0に近いと、最小値･最大値を見つけ出すことは困難になる。初期値の用意の仕方としてランダムではなく、メッシュ状に均等間隔で選ぶという方法もある。

## 擬似コード
擬似コードを以下に示す。この擬似コードでは EVAL(node) の極大値を探索している。
EVAL(node)
node の評価値を返す関数
NEIGHBORS(node)
node の近傍の集合を返す関数
bestNode
探索した中での最良解
```
function
 山登り法(startNode)
    bestNode = startNode
    bestEval = EVAL(bestNode)
    無限ループ
        nextNode = NULL
        nextEval = 負の無限大
        
for each
 (x 
in
 NEIGHBORS(currentNode))
            
if
 (nextEval < EVAL(x))
                nextEval = EVAL(x)
                nextNode = x
        
if
 (nextEval 
<=
 bestEval)
            
return
 bestNode
        bestNode = nextNode
```